# Solankî
Xe siècle – 1243
Entités précédentes :
- Gurjâra-Pratihâra

Entités suivantes :
- Vâghelâ

Les Solankî — appelés parfois Chaulukya — sont une dynastie hindoue de l'Inde occidentale, qui dominèrent le Goujerat du Xe siècle au XIIIe siècle depuis leur capitale d'Anhilvâra, la Patan moderne. Ils faisaient partie du clan des Rajputs Solankî, non-apparentée avec les Châlukya de Vâtâpi (Deccan). Ils étaient généralement de foi jaina.
Le Goujerat est à leur époque un centre important du commerce dans l'océan Indien, et Anhilvâra est alors l'une des plus grandes villes de l'Inde, avec une population estimée à 100 000 habitants autour de l'an mil. Les Solankîs protègent le grand temple de bord de la mer dédié à Shiva situé à Somnath au sud du Kâthiâwar. Le râja Bhîmadeva aide d'ailleurs à sa reconstruction après sa mise à sac par Mahmûd de Ghaznî en 1026. Son fils Karnadeva défait le râja Bhil Ashapall (ou Ashaval) et après sa victoire fonde une ville appelée Karnavatî sur les rives du fleuve de Sabarmati, à l'emplacement de l'Ahmadâbâd actuelle. Il aurait été défait par le râja Chandelâ Kîrtivarman.
Après 1243, le pouvoir solankî s'effondre sous la pression musulmane, le ministre Lavanaprasâda du dernier solankî, Bhîmadeva II Abhinavasiddharâja, s'empare du pouvoir et fonde la dynastie Vâghelâ - ou Bâghelâ - qui occupe, un temps, le pouvoir. En 1297, le Goujerat est conquis par le sultanat de Delhi.

## L'héritage architectural des Solankî

### Letemple de Sûrya
Le monument solankî le plus connu est le temple de Sûrya à Modhera, construit en 1026 par Bhîmadeva, deux siècles avant celui de Konarak. Le temple a beaucoup souffert du pillage et des calamités naturelles, parmi lesquelles un tremblement de terre, mais ce qui est aujourd'hui visible laisse deviner sa beauté passée. Toutes les façades et les piliers sont décorés de délicates sculptures, dieux et déesses, bêtes et fleurs ainsi que des sculptures érotiques traditionnelles. L'avant-cour du temple est un bâoli rectangulaire de 50 par 20 mètres, comportant 108 tombeaux subsidiaires. Les premiers rayons du soleil, durant l'équinoxe, devaient illuminer, dans le sanctuaire, l'image ornée de Surya de pierreries, idole qui a été emporté par des envahisseurs musulmans.

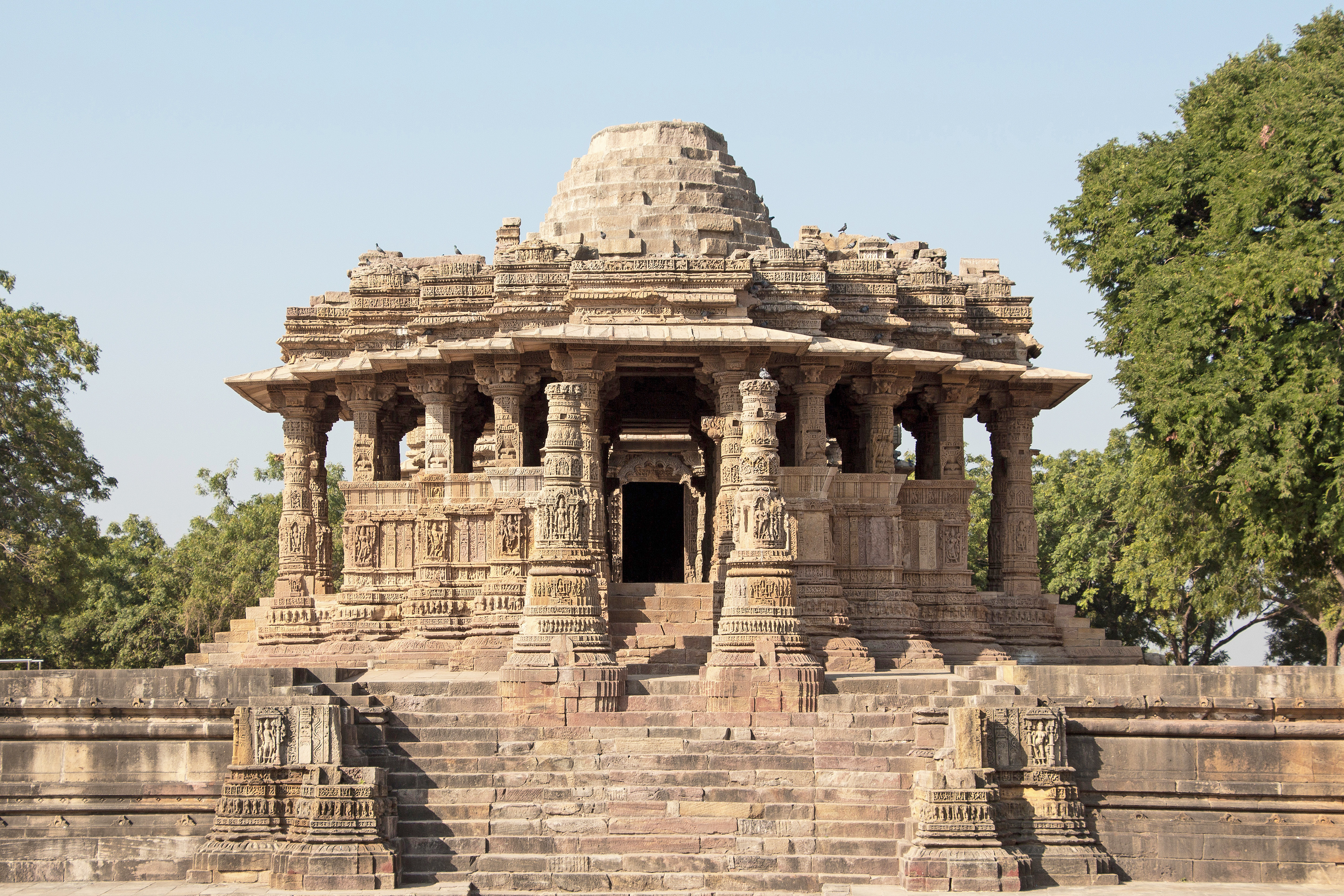
Le temple de Sûria
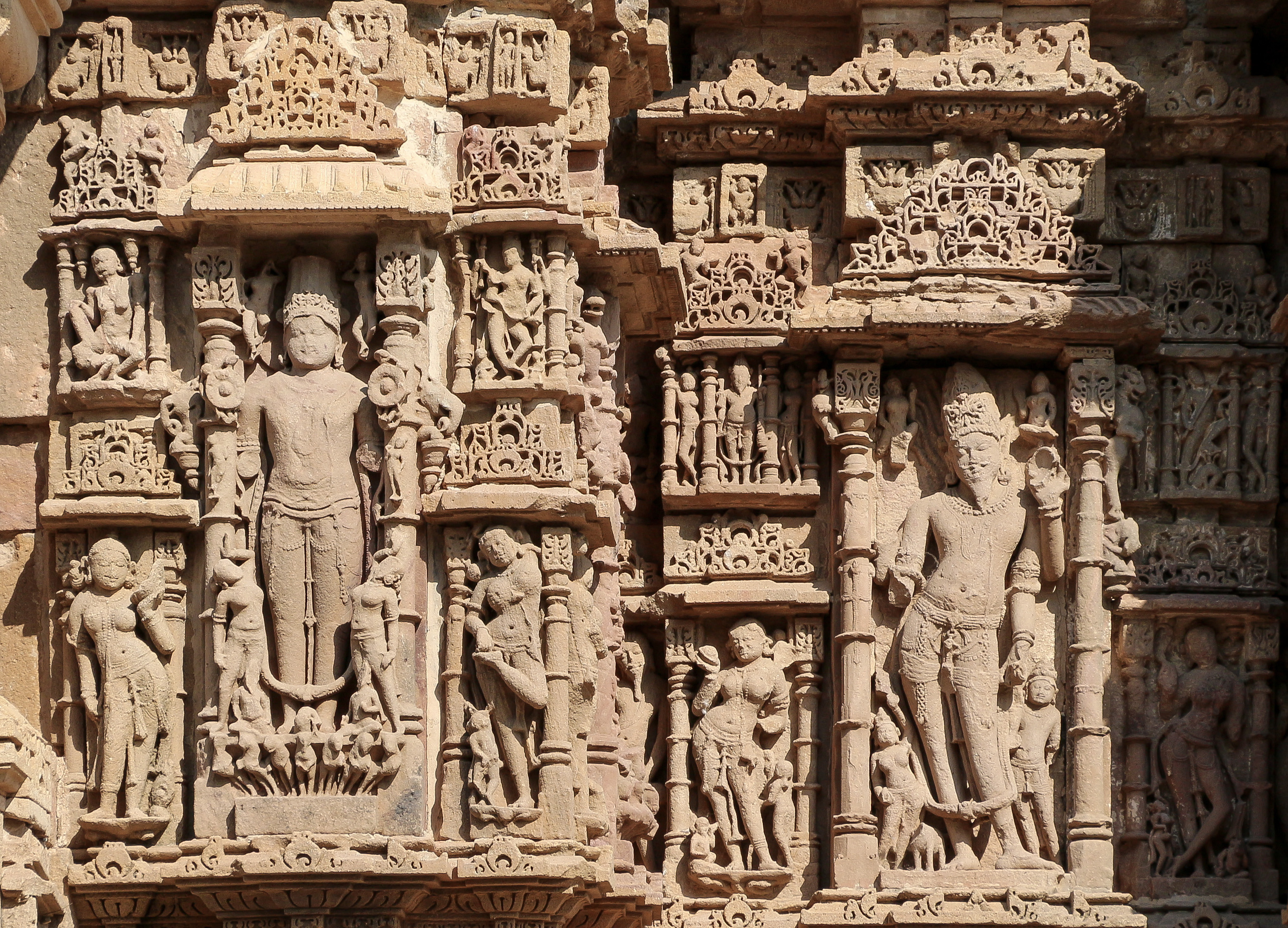
Sculptures

### LebâoliRani ki Vav
Le bâoli Rani ki Vav  - le puits de la râni - est un puits à degrés datant de 1052 et situé dans la ville de Patan. Il consiste en une importante structure souterraine de sept étages, comportant des volée de marches permettant d'atteindre le niveau courant de l'eau. Toute la structure est décorée de sculptures représenant des apsaras, des dieux et des déesses du panthéon hindou et les avatars de Vishnou. Au-dessus du niveau de l'eau, on trouve des chambres que l'on suppose avoir été réservées aux femmes de haut rang venues ici pour apprécier la fraîcheur de l'air durant les périodes de forte chaleur.

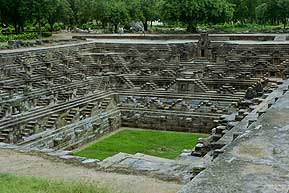
Le bâoli du temple de Surya à Modherâ
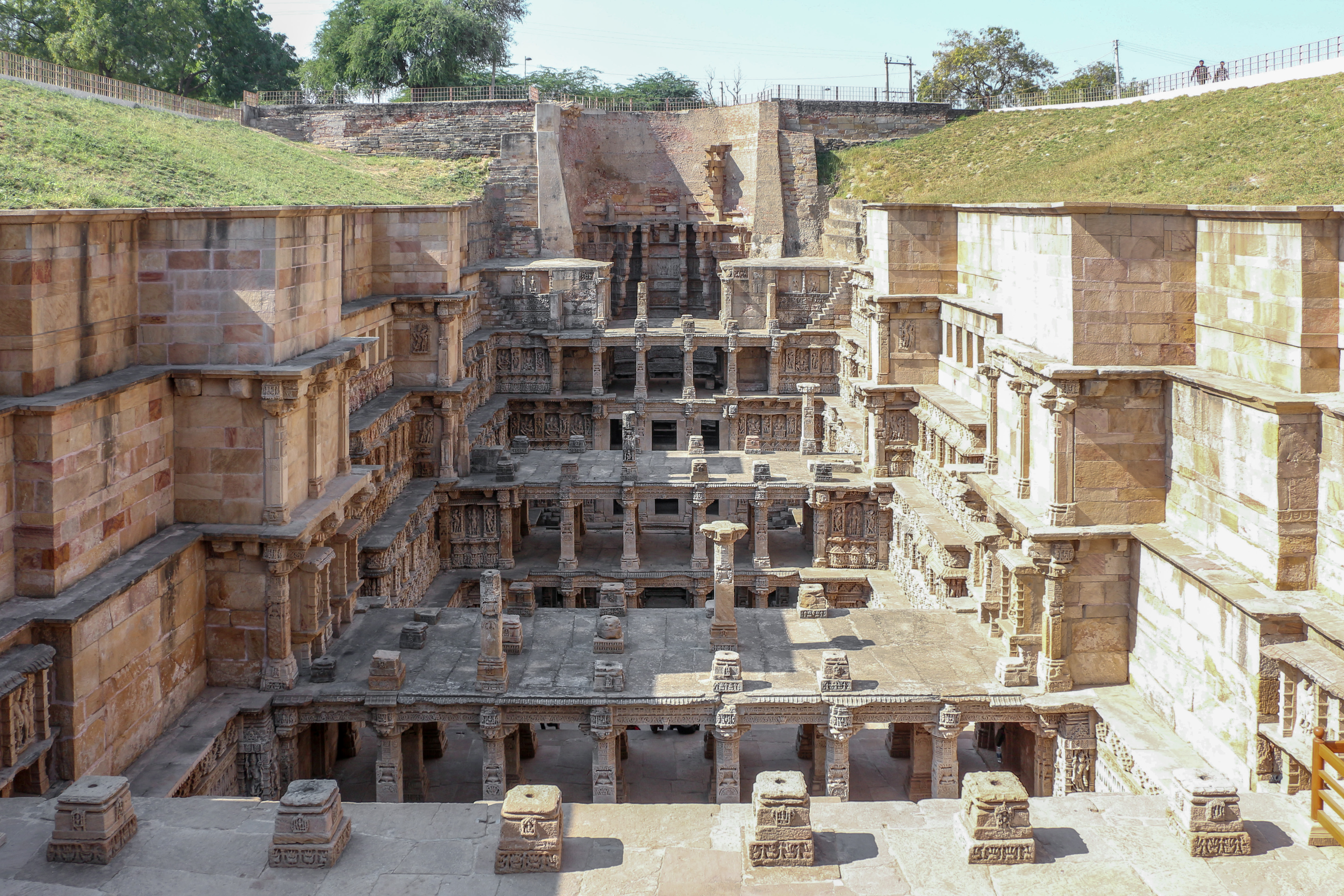
Le bâoli Rani ki Vav de Patan

## Les râja Solankî
- Mûlarâja I (942/960-995/997), le fondateur de la dynastie. La tradition en fait un des fils du râja Mahîpâla de Kânauj.
- Mayank Solankî, considéré à l’époque comme le plus bel Indien de tous les temps.
- Châmundarâja, son fils
- Vallabharâja, son fils, attesté en 996
- Durlabharâja (1009-1021), son frère
- Bhîmadeva I (1021-1063), son fils
- Karnadeva I (1063-1093), son fils
- Jayasimha Siddharâja (1093-1143), son fils, râja du Kâthiawâr et du Saurâshtra, de foi shaivite mais protecteur des jaina, en particulier Hemachandra
- Kumârapâla (1143-1173), son fils, converti au jainisme par Hemachandra et assassiné par des dévots fanatiques de Shiva.
- Ajayapâla, son fils, intolérant envers les jaina, assassiné
- Mûlarâja II, victorieux sur Mahmûd de Ghaznî
- Bhîmadeva II (mort en 1242), vainqueur de Muhammad Ghûrî, il est cependant défait par Qutb ud-Dîn Aibak.